# مزاحم (فیلم ۱۹۵۶)
مزاحم (ایتالیایی: L'intrusa) یک فیلم به کارگردانی رافائلو ماتاراتسو است که در سال ۱۹۵۶ منتشر شد.

## بازیگران
- آمدئو ناتزاری
- لئا پادووانی
- نیکو پپه
- آندره‌آ ککی
- رینا مورلی
- ناندو برونو
- پائولو کواترینی
- اسکار آندریانی
- آدا کلانجلی
- آمالیا پلگرینی
- فرانکا دومینیچی
- چسکو بازه‌جو